# Clase Serrano
La Clase Serrano fue una serie de seis destructores que operaron en la Armada de Chile entre 1928 y las décadas de 1950 y 1960. Dicha marina solicitó estos buques a la John I. Thornycroft & Company, del Reino Unido con el fin de mejorar la capacidad de patrullaje de su larga línea costera. Los seis destructores fueron terminados antes de 1929. Durante su uso se comprobó que su diseño era demasiado ligero para la operación en las borrascosas aguas meridionales de Chile.
En 1931 fueron tomados por la marinería, durante la llamada Sublevación de la Escuadra. Junto con el resto de la flota fueron bombardeados por la Fuerza Aérea de Chile en su fondeadero en Coquimbo. No sufrieron daños durante dicho ataque. Los Serrano, Orella, y Hyatt fueron equipados como minadores, y los Aldea, Videla, y Riquelme, como dragaminas.

## Buques
| Buque    | Lanzado                 | Baja |
| -------- | ----------------------- | ---- |
| Serrano  | 25 de enero de 1928     | 1967 |
| Orella   | 8 de marzo de 1928      | 1967 |
| Hyatt    | 21 de julio de 1928     | 1963 |
| Aldea    | 29 de noviembre de 1928 | 1957 |
| Videla   | 16 de octubre de 1928   | 1960 |
| Riquelme | 28 de mayo de 1928      | 1963 |